# Bôôn Cagaan nuur
Il Bôôn Cagaan nuur (in mongolo: Бөөн Цагаан нуур) è un lago della Mongolia sud-occidentale, nella provincia di Bajanhongor, distretto di Baacagaan.
È situato tra i monti Hangaj e i Gobi-Altaj a un'altitudine di 1.311 m s.l.m., in mezzo a pianure desertiche; la superficie totale del lago è di circa 240 km²; è lungo 24 km e largo 16 km e ha una profondità massima di 15 m. Immissario il Bajdrag gol (Байдраг-Гол).